# 张宗绪
张宗绪（20世纪—），中华人民共和国政府官员。
1979年至1981年期间，任中国驻休斯顿领事馆副总领事。1981年，受李存信事件影响，被调任厦门市。1987年12月厦门市九届人民代表大会第一次会议上，邹尔均当选市长，习近平、江平、朱亚衍、张宗绪、蔡望怀五人为副市长。1992年12月，获得连任。后由于受到厦门远华走私案（赖昌星案）影响，被开除党籍、行政降级，由正厅级降至副科级，自谋出路。